# Willem Dafoe
William James Dafoe ( /də'foʊ/; Appleton, Wisconsin, 22 de julio de 1955) es un actor estadounidense. Conocido por sus diversos papeles en el cine, ha recibido varios galardones, incluida la Copa Volpi al Mejor Actor, así como nominaciones a cuatro Premios de la Academia, un Premio BAFTA y cuatro Premios Globo de Oro. Ha colaborado frecuentemente con los cineastas Paul Schrader, Abel Ferrara, Lars von Trier, Julian Schnabel, Wes Anderson y Robert Eggers.
Dafoe fue miembro fundador de la compañía de teatro experimental The Wooster Group. Hizo su debut cinematográfico en Heaven's Gate (1980), pero fue despedido durante la producción y no fue acreditado a pesar de que una de sus escenas llegó al montaje final de la película. Los primeros papeles de Dafoe incluyen The Loveless (1982), Streets of Fire (1984) y To Live and Die in LA (1985). Obtuvo su primera nominación al Premio de la Academia por el drama de guerra Platoon (1986), seguido de La sombra del vampiro (2000), el drama independiente The Florida Project (2017) y la película biográfica At Eternity's Gate (2018).
Obtuvo elogios por sus papeles de Jesucristo en La última tentación de Cristo (1988) y del agente del FBI Alan Ward en Mississippi Burning (1988). Sus otros papeles notables incluyen en Clear and Present Danger (1994), The English Patient (1996), American Psycho (2000), Buscando a Nemo (2003), The Life Aquatic con Steve Zissou (2004), Antichrist (2009), The Fault in Our Stars (2014), John Wick (2014), El gran hotel Budapest (2014), El faro (2019), El despacho francés (2021), El callejón de las almas perdidas (2021), The Northman (2022) y Pobres criaturas  (2023).
Dafoe ganó mayor atención por su papel del supervillano Norman Osborn/Duende Verde en la película de superhéroes Spider-Man (2002), papel que repitió en sus secuelas Spider-Man 2 (2004) y Spider-Man 3 (2007), y la película del Universo Cinematográfico de Marvel Spider-Man: No Way Home (2021). También interpretó a Nuidis Vulko en la película Aquaman (2018) de DC Extended Universe y Zack Snyder's Justice League (2021).
Desde 2024, tiene su estrella en el Paseo de la Fama de Hollywood.Dafoe se convierte así en uno de los rostros del cine norteamericano, que no de Hollywood, ya que siempre ha querido marcar distancia con la parafernalia de «la meca del cine».

## Biografía
William James Dafoe nació el 22 de julio de 1955, en Appleton, Wisconsin. Uno de los ocho hijos del cirujano William Alfred Dafoe y su esposa Muriel Isabel Sprissler, enfermera nativa de Boston. En la secundaria, adquirió el apodo Willem, que es la versión holandesa del nombre William. Estudió arte dramático en la Universidad de Wisconsin–Milwaukee; luego formó parte del grupo avant-garde llamado Theatre X.
Dafoe conoció a la directora Elizabeth LeCompte en el Performance Group. LeCompte y Dafoe formaron parte de la reestructuración del Performance Group, se volvieron colaboradores profesionales además de miembros fundadores de The Wooster Group y comenzaron una relación. En 1982 la pareja tuvo un hijo, Jack. En el año 2004 se separaron. El 25 de marzo de 2005, Dafoe se casó con la directora y actriz italiana Giada Colagrande. La pareja pasa la mayor parte del año en Italia.

## Trayectoria profesional
Después de hacer una gira con Theatre X y Emil Aguilera durante cuatro años en Estados Unidos y Europa, se mudó a la ciudad de Nueva York y se unió al Performance Group. Su carrera en el cine comenzó en 1980, en La puerta del cielo, aunque su papel fue eliminado durante el montaje. A mediados de la década de 1980 fue seleccionado por William Friedkin para protagonizar To Live and Die in L.A., donde interpreta al falsificador Rick Masters. Un año más tarde interpretó al líder de una banda de motociclistas en The Loveless (y más tarde hizo un papel similar en Streets of Fire), pero el papel que lo consagró como actor fue el del compasivo sargento Elias en Platoon (1986), película por la cual recibió su primera nominación al Oscar como mejor actor de reparto.
En 1988, Dafoe protagonizó otra película ambientada durante la Guerra de Vietnam, esta vez como el agente Buck McGriff en Off Limits. Desde ese entonces se transformó en un popular "actor de personaje". A menudo ha sido elegido para interpretar personajes inestables o villanos, como el Duende Verde en la serie de películas de Spider-Man. Antes de esto, fue considerado por Tim Burton y Sam Hamm para el papel de The Joker en Batman (1989). El director y el guionista pensaban que Dafoe se parecía físicamente al Joker, pero el rol finalmente fue para Jack Nicholson. Sin embargo, Dafoe también enfrentó desafíos al ser encasillado en papeles como villano. En 1988, interpretó a Jesús de Nazaret en La última tentación de Cristo, de Martin Scorsese, recibiendo la aclamación de la crítica pese a la controversia religiosa generada por la película. Dafoe declaró: «Hasta el día de hoy, no puedo creer que fui tan descarado en pensar que podía lograr hacer el papel de Jesús». En los años siguientes participó en películas de gran éxito de taquilla, como Nacido el 4 de julio (1989), Corazón salvaje (1990) o El paciente inglés (1996). 
En 1991, Dafoe interpretó a un traficante de drogas de Manhattan en Light Sleeper, una película bien recibida por críticos y seguidores. En 1992, participó junto a Madonna en un drama erótico, Body of Evidence. Interpretó un excéntrico agente del FBI en The Boondock Saints (1999), y a un investigador privado en American Psycho (2000). 

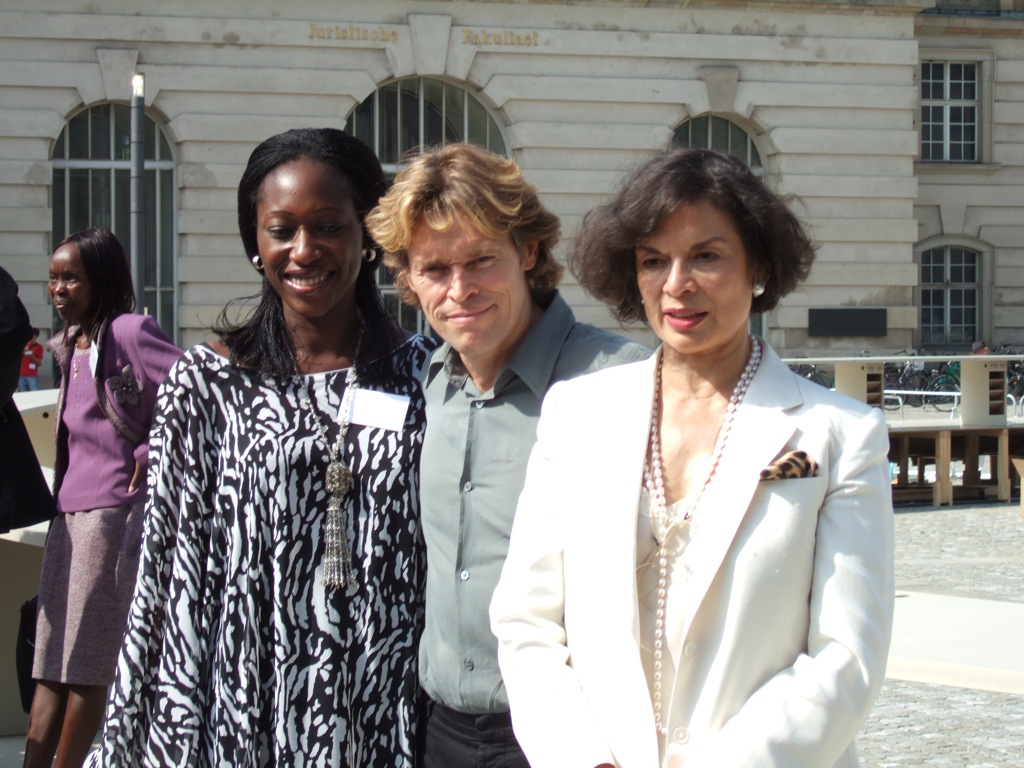
Hafsat Abiola, Willem Dafoe y Bianca Jagger en la Table of Free Voices en Bebelplatz, Berlín (septiembre, 2006).

En el año 2000 volvió a ser nominado al Óscar al mejor actor de reparto por La sombra del vampiro, para la que se sometió a largas sesiones de maquillaje para interpretar a Max Schreck, actor protagonista del clásico del cine de terror Nosferatu, eine Symphonie des Grauens, de F. W. Murnau. En 2002 dio vida en la pantalla a Norman Osborn y su alter ego el Duende Verde en Spider-Man, de Sam Raimi, en la que también debió someterse a un gran esfuerzo de caracterización. Reapareció puntualmente encarnando el mismo personaje en las secuelas Spider-Man 2 (2004) y Spider-Man 3 (2007), pero solo en cameos.
En 2006 interpretó al detective del NYPD Stan Aubray que sigue los rastros de un asesino serial en el thriller Anamorph, junto a Scott Speedman y Peter Stormare. También trabajó junto a Rowan Atkinson en la secuela de Bean (1997), Las vacaciones de Mr. Bean (2007).

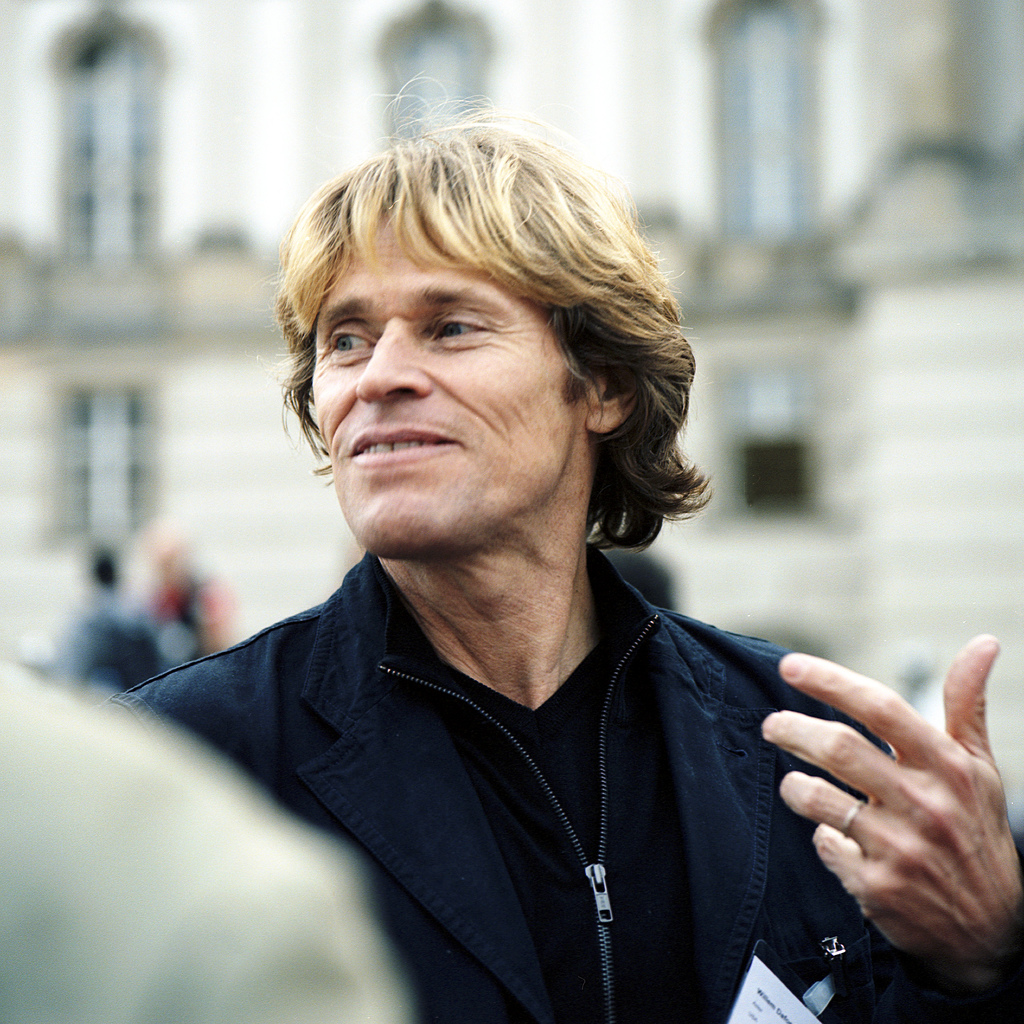
Dafoe en la Table of Free Voices en Berlín (2006).

En 2012-2013 interpretó a un personaje en un videojuego de drama interactivo Beyond: Two souls, siendo Nathan Dawkins del departamento de actividad paranormal (DPA).
Willem Dafoe ha destacado en numerosas películas por interpretar a personajes de carácter. Para el crítico Tomás Obregón, «Willem Dafoe pasará a la historia por el trasfondo perverso y su maquiavélica sonrisa de demonio que imprime en sus personajes del lado oscuro y por haber protagonizado la película más controvertida de la historia».
El 8 de enero de 2024, Willem Dafoe recibe su estrella en el Paseo de la Fama de Hollywood. "No puedo dejar de sonreír, parezco un idiota, pero esto es maravilloso", fueron las primeras palabras de Dafoe al revelarse la estrella. "Es increíble ser parte de esta comunidad de artistas y entretenedores, (...) espero que de alguna manera lo que estamos haciendo pueda hacer al mundo un poco mejor", añadió.
En 2024 trabaja por tercera vez con el cineasta Robert Eggers, al interpretar al Profesor Albin Eberhart Von Franz, un controvertido científico, experto en lo oculto y el misticismo, en la película Nosferatu (2024), junto con Nicholas Hoult, Lily-Rose Depp, Aaron Taylor-Johnson, Emma Corrin y Bill Skarsgård.

## Reconocimientos
Premios Óscar
| Año  | Categoría              | Película              | Resultado | Ref. |
| ---- | ---------------------- | --------------------- | --------- | ---- |
| 1987 | Mejor actor de reparto | Platoon               | Nominado  | Ref. |
| 2001 | Mejor actor de reparto | La sombra del vampiro | Nominado  | Ref. |
| 2018 | Mejor actor de reparto | The Florida Project   | Nominado  | Ref. |
| 2019 | Mejor actor            | At Eternity's Gate    | Nominado  | Ref. |

Globos de Oro
| Año  | Categoría              | Película              | Resultado | Ref. |
| ---- | ---------------------- | --------------------- | --------- | ---- |
| 2000 | Mejor actor de reparto | La sombra del vampiro | Nominado  | Ref. |
| 2017 | Mejor actor de reparto | The Florida Project   | Nominado  | Ref. |
| 2018 | Mejor actor - Drama    | At Eternity's Gate    | Nominado  | Ref. |
| 2023 | Mejor actor de reparto | Pobres criaturas      | Nominado  | Ref. |

Sindicato de Actores
| Año  | Categoría              | Película            | Resultado | Ref. |
| ---- | ---------------------- | ------------------- | --------- | ---- |
| 2018 | Mejor actor de reparto | The Florida Project | Nominado  | Ref. |

Crítica Cinematográfica
| Año  | Categoría              | Película            | Resultado | Ref. |
| ---- | ---------------------- | ------------------- | --------- | ---- |
| 2018 | Mejor actor de reparto | The Florida Project | Nominado  | Ref. |

Festival Internacional de Cine de Venecia
| Año  | Categoría                | Película           | Resultado | Ref. |
| ---- | ------------------------ | ------------------ | --------- | ---- |
| 2018 | Copa Volpi - Mejor actor | At Eternity's Gate | Ganador   | Ref. |

Festival Internacional de Cine de San Sebastián
| Año  | Categoría       | Resultado | Ref. |
| ---- | --------------- | --------- | ---- |
| 2005 | Premio Donostia | Ganador   | Ref. |